# 松木底杜父魚
松木底杜父魚為輻鰭魚綱鮋形目杜父魚亞目杜父魚科的其中一種，為亞熱帶海水魚，分布於西北太平洋日本海域，棲息深度可達60公尺，體長可達6公分，棲息在底層水域，生活習性不明。